# Christian Aagard
Pour les articles homonymes, voir Aagaard.
Christian Aagard ou Christian Aagaard (27 janvier 1616, Viborg, Danemark - 5 février 1664, Ribe), est un poète danois et professeur de poésie.

## Biographie
Christian Aagard est l'auteur de poésies latines, dont certaines furent publiées lors des funérailles de Christian IV de Danemark. Son œuvre était recueilli dans le Tome 1er des Deliciae quoramd. pictar. don. Frederici Rostgaard, imprimé à Leyde en 1693. Sa vie par son fils Severin Aagard se trouve insérée dans ce recueil.
Nicolas Aagard, son frère a publié quelques opuscules de philosophie et de physique dont le plus remarquable est Disputatio de stylo Novi Testamenti, Soroe, 1655, in-4. Il mourut en 1657.
(« Christian Aagard », Charles Weiss, Biographie universelle, ou Dictionnaire historique contenant la nécrologie des hommes célèbres de tous les pays, 1841 [détail des éditions].)